# 双合診
双合診（そうごうしん）は、産婦人科における診察の方法の一つ。ふつう、「内診」というのはこれを指す。触診に分類される。

## 概要
医師の利き手が右手である場合は、医師の左手の指を、仰向けで大きく両脚を開いた姿勢の患者の外膣口より膣内に奥深く挿入し、右手を患者の下腹壁上に置き、両手指のあいだに内臓器を前後左右上下に圧し挟み、その状態を自覚的、他覚的にしらべる。
膣内に手指を挿入することを差し控えなければならない場合は、膣内ではなく、肛門から直腸内に手指を挿入する。

## 診察内容
子宮の大きさや変型の有無、卵巣・卵管等の腫れ、癒着の有無・程度など。